# Edwill van der Merwe
Pour les articles homonymes, voir van der Merwe.
Pas d'image ? Cliquez ici

a Compétitions nationales et continentales officielles uniquement.

b Matchs officiels uniquement.
Dernière mise à jour le 24 juillet 2025.
Edwill van der Merwe, né le 12 avril 1996 à Stellenbosch (Afrique du Sud), est un joueur international sud-africain de rugby à XV évoluant aux poste d'ailier. Il joue avec la franchise des Lions en United Rugby Championship depuis 2021.

## Biographie
Edwill van der Merwe naît le 12 avril 1996 à Stellenbosch en Afrique du Sud. Au niveau scolaire, il étudie les sciences du sport à l'université de Stellenbosch. 
Par la suite, il joue au rugby à XV dans un premier temps pour la Western Province en Currie Cup et en Rugby Challenge,. 
Il fait ses débuts en Super Rugby pour les Stormers dans leur match contre les Sunwolves en juin 2019, à l'aile gauche.
En 2021, il rejoint les Lions en United Rugby Championship,.
Le 22 juin 2024, il connait sa première sélection avec l'équipe d'Afrique du Sud contre le pays de Galles et marque son premier essai à cette occasion (victoire 41-13), il est nommé homme du match. Par la suite il ne dispute pas le Rugby Championship de cette année, une blessure l'en empêche.
L'année suivante, le 12 juillet 2025, il fait son retour chez les Springboks lors d'un test match contre l'Italie où il inscrit un doublé (victoire 45 à 0). Dès le match suivant contre la Géorgie, il récidive d'un nouveau doublé et l'Afrique du sud s'impose 55 à 10.